# Sant German dels Prats
Sant German dels Prats (en francès Saint-Germain-des-Prés) és un municipi francès situat al departament del Tarn i a la regió d'Occitània.

## Demografia
| 1962                                       | 1968 | 1975 | 1982 | 1990 | 1999 | 2006 |
| ------------------------------------------ | ---- | ---- | ---- | ---- | ---- | ---- |
| 424                                        | 429  | 393  | 377  | 551  | 589  | 748  |
| Des de 1962: població sense dobles comptes |      |      |      |      |      |      |

## Administració
| Període   | Identitat      | Partit |
| --------- | -------------- | ------ |
| 1977-1981 | Nicole Calmet  | PCF    |
| 1981-2001 | Gérard Amalric |        |
| 2001-2007 | Odile Rouanet  |        |
| 2007-     | Raymond Frede  |        |